# Рапен, Анри
Анри́ Рапе́н (фр. Henri Rapin; 28 февраля 1873, Париж — 30 июня 1939, Париж) — французский художник, график, архитектор, иллюстратор и дизайнер, работавший в стиле ар-деко.

## Жизнь и творчество
Анри Рапен был автором многочисленных разработок различных художественных изделий — мебели, ламп, фаянсовых и фарфоровых ваз и прочей посуды. Он был членом «Общества художников-декораторов», принимал активнейшее участие в организации проводившейся в Париже Международной выставки декоративного искусства (Exposition internationale des arts décoratifs et industriels modernes) в 1925 году.
Художественное образование А. Рапен получил у художников Жана-Леона Жерома и Жозефа Блана. Затем он занимается проектированием мебели. С 1903 года это — грубоватая, угловатая мебель из светлого дуба или ореха. После 1910 мастер украшает свои разработки различными вставками, керамикой и скульптурой. Выставленный им в 1912 году в Салоне художников-декораторов рабочий кабинет из эбенового дерева был сделан по заказу магазина предметов роскоши Le Printemps. Художник также делал эскизы для лиможской фарфоровой фабрики Камиля Таро, с 1920 по 1934 год он занимает должность художественного советника, а затем и художественного директора Севрской фарфоровой мануфактуры. По её заказу в 1925 году А. Рапен занимается разработкой дизайна павильона мануфактуры на Международной выставке декоративного искусства в 1925 году в Париже.
В 1927 году А. Рапен занимается художественным оформлением Зала Торжеств в мэрии 15-го парижского округа, за что был удостоен премии. В 1928 году художник был приглашён в Японию длительное время жившим и учившимся в Париже принцем Асака Ясухико, преклонявшимся перед искусством ар-деко и высоко ценившим творчество А. Рапена. В 1929 году он заказывает мастеру дизайн и проектировку мебели для своей резиденции в Токио.
Среди учеников А. Рапена следует отметить Шарлотту Перьен.

## Избранные работы
Интерьер (разработки)
- 1925: приёмный салон («Salon de réception») Международной выставки декоративного искусства и современной индустрии, Париж (не сохранился)
- 1925: павильон Севрской мануфактуры, Международной выставки декоративного искусства и современной индустрии, Эспланада инвалидов, Париж (не сохранился):
  - кабинет Любителя керамики (Cabinet d’un amateur de Céramique)
  - сад света (Jardin de lumière)
- 1925: павильон «Французского посольства», Выставка современного декоративного искусства, Эспланада инвалидов, Париж (не сохранился)
  - Столовая (Salle à manger)
- 1927: Интерьер Торжественного зала мэрии 15-го округа Парижа
- 1929: Резиденция принца Асака, ныне Художественный музей Тейен (Tokyo Metropolitan Teien Art Museum), Токио
  - Большой приёмный зал (Great Hall)
  - Большой гостевой зал (Grand Guest Room)
  - Большой пиршественный зал, включая живопись (Great Dining Room)
  - Малый гостевой зал (Small Guest Room, закрыт для посещений)
  - Приёмная (Anteroom)
  - Рабочий кабинет принца (Prince’s Study Room)
  - Салон принца (Prince’s Living Room)
  - Башня благовоний (Perfume Tower)
- 1933: Разработка кафельной облицовки к открытию станции метро Булонь-Бийянкур в Париже.

Иллюстрирование
- Henri Tissier: Cuisine végétalienne. Recettes de cuisine par Mesdames Coquelet et Tissier, иллюстрации Анри Бельери-Дефонтена и Анри Рапена, Paris 1914, доп. тираж Жана де Бонно, Paris 1992

Публикации
- Henri Rapin: La sculpture décorative moderne, Première série, Ed. Moreau, Paris 1925
- Henri Rapin: La sculpture décorative moderne, Deuxième série, Ed. Moreau, Paris 1925
- Henri Rapin: La sculpture décorative moderne, Troisième série, Ed. Moreau, Paris 1929

## Галерея

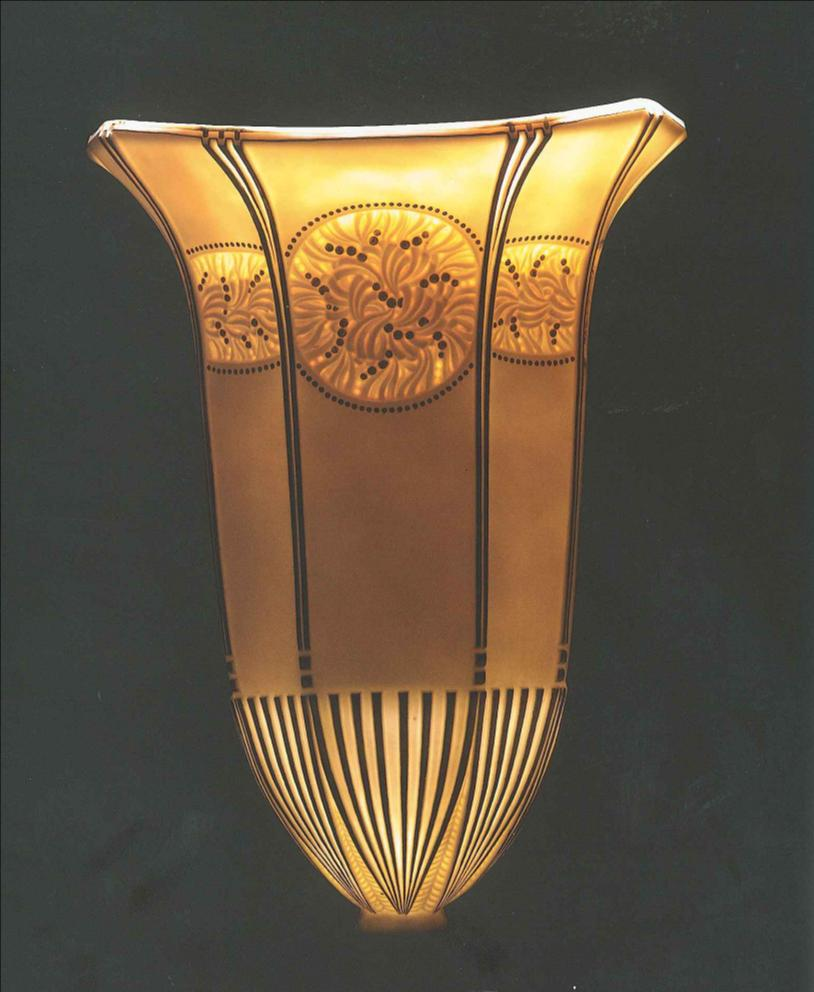
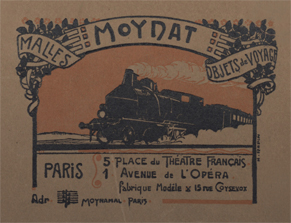